# Spinicirrus inequalis
Spinicirrus inequalis är en plattmaskart. Spinicirrus inequalis ingår i släktet Spinicirrus och familjen Planoceridae. Inga underarter finns listade i Catalogue of Life.